# 萨伊-萨伊塞勒
萨伊-萨伊塞勒（法語：Sailly-Saillisel，法語發音：[saji sajizɛl]）是法国上法蘭西大區索姆省的一个市镇，属于佩罗讷区。该市镇于1790-1794年间由萨伊（Sailly）和萨伊塞勒（Saillisel）合并而成。

## 地理
萨伊-萨伊塞勒（50°1'51"N, 2°54'47"E）面积9.39 平方千米，位于法国上法蘭西大區索姆省，该省份为法国北部沿海省份，北起加来海峡省和北部省，西接滨海塞纳省和大西洋英吉利海峡，南至瓦兹省，东临埃纳省。
与萨伊-萨伊塞勒接壤的市镇（或旧市镇、城区）包括：布沙韦讷-卑尔根、莫尔瓦勒、罗基尼、勒特朗卢瓦、孔布勒、梅尼勒昂纳鲁艾斯、朗库尔。
萨伊-萨伊塞勒的时区为UTC+01:00、UTC+02:00（夏令时）。

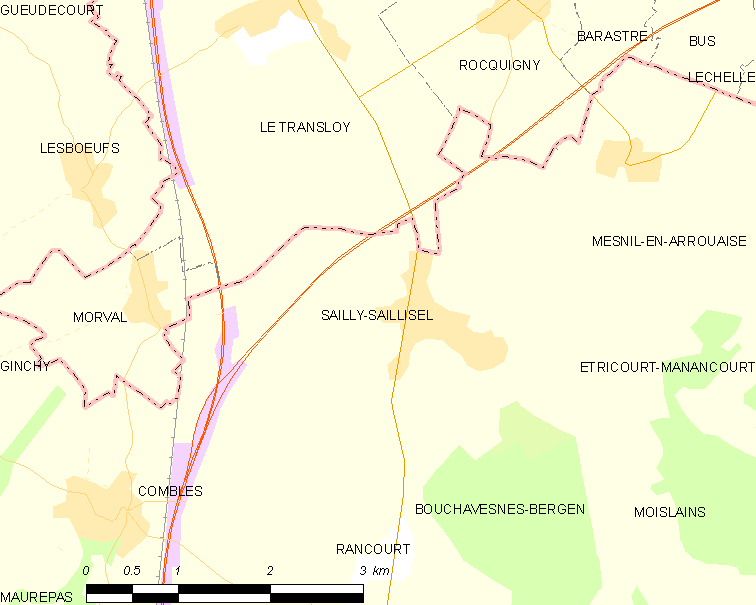
萨伊-萨伊塞勒的OSM定位图

## 行政
萨伊-萨伊塞勒的邮政编码为80360，INSEE市镇编码为80695。

## 政治
萨伊-萨伊塞勒所属的省级选区为佩罗讷县。

## 人口

1962-2008年间萨伊-萨伊塞勒人口变化图示

萨伊-萨伊塞勒于2022年1月1日时的人口数量为478人。